# Сюнь Ю
Сюнь Ю (кит. 荀攸, пиньинь Xún Yōu, 157 — 214), взрослое имя Гунда (кит. трад. 公達, упр. 公达, пиньинь Gōng Dá) — советник Цао Цао, родственник Сюнь Юя.

## Биография

### Начало карьеры
Сюнь Ю был троюродным племянником Сюнь Юя. Его дед Сюнь Тань был правителем области Гуанлин.
В 189 году Хэ Цзинь, который вёл борьбу за власть с енухом Цзян Ши, призвал к себе на службу больше 20 образованных людей со всей страны, в их числе Сюнь Ю. Сюнь Ю был назначен служителем жёлтых врат (黃門侍郎). Этот низкоранговый пост давал ему, однако, возможность входа во дворец, что помогло Хэ Цзиню установить контроль над императорским двором.
В 192 году, после того как Дун Чжо узурпировал власть, Сюнь Ю вместе с несколькими другими чиновниками строили планы его убийства, но он были раскрыты. Сюнь Ю и некоторые другие были арестованы. Один из его сообщников — Хэ Юн от страха убил себя, Сюнь Ю же оставался невозмутим как и прежде. К счастью для него, в результате заговора Люй Бу и Ван Юня узурпатор был убит, и Сюнь Ю выпустили из тюрьмы.
Он уволился и вернулся домой, но вскоре вернулся на службу. Ему была предложена должность канцлера (相) Жэньчэна (任城), фактически равная должности правителя области. Он отказался и вместо этого попросил должности правителя области (太守) Шу (蜀郡) в Ичжоу (Сычуань), поскольку считал это место более безопасным и благополучным. Однако, дороги туда были отрезаны и, не добравшись до места назначения, он обосновался в Цзинчжоу.

### На службе у Цао Цао
Когда Цао Цао установил контроль над императором Сянь-ди, главный советник Цао Цао и родственник Сюнь Ю — Сюнь Юй посоветовал пригласить также и Сюнь Ю в качестве советника. Цао Цао призвал его и сделал правителем области Жунань (汝南郡), а потом императорским секретарём (尚書). Цао Цао был очень впечатлён его способностями и также назначил его наставником армии (軍師). С этого времени Сюнь Ю постоянно сопровождал Цао Цао в военных походах и служил советником у того в штабе, в то время как Сюнь Юй оставался в Сюйчане, где контролировал внутренние дела Цао Цао и двор императора.
В 198 году Цао Цао воевал с Чжан Сю, которого поддерживал Лю Бяо. Сюнь Ю предполагал, что Лю Бяо не сможет долго снабжать Чжан Сю продовольствием, и их союз скоро распадётся, и посоветовал Цао Цао воздержаться от крупных операций. Цао Цао его не послушался и напал на Чжан Сю в уезде Жан, но Лю Бяо пришёл тому на выручку и остановил Цао Цао. Он пожалел, что не послушал совета. После этого Цао Цао устроил засаду и смог разбить противников. Вскоре, однако, Юань Шао стал готовить нападение на его столицу и Цао Цао был вынужден вернуться.
Сюнь Ю поддержал идею Цао Цао о нападении на Люй Бу, когда тот вошёл в союз с провозгласившим себя императором Юань Шу. Хотя многие советники опасались Чжан Сю и Лю Бяо, Сюнь Ю считал, что они ещё не оправились от недавних поражений и не будут угрозой. Цао Цао начал кампанию против Люй Бу. Кампания началась успешно и Люй Бу был отброшен в свою столицу — Сяпи, но силы армии Цао Цао тоже стали истощаться, и он думал об отступлении. Тогда Сюнь Ю и Го Цзя убедили его продолжить осаду и уничтожить Люй Бу пока он не сделался слишком силён. Осаждающие повернули реки И и Сы на Сяпи. Город оказался затоплен, и они смогли захватить Люй Бу в плен. Люй Бу был казнён.

### Кампании против Юань Шао и его сыновей
После победы над Люй Бу Цао Цао вступил в противостояние с Юань Шао. В 200 году генерал Юань Шао — Янь Лян осадил крепость Байма в области Дун, которой управлял Лю Янь. Цао Цао выступил на помощь Лю Яню. Армия Юань Шао была слишком большой и Сюнь Ю посоветовал выделить отряд, чтобы отвлечь её, а в это время внезапно напасть на Янь Ляна. План полностью удался и Янь Лян был убит в бою Гуань Юем. После этого Цао Цао решил оставить позицию и отходить на запад к переправе Янь. Юань Шао перешёл реку, его авангард напал на обозы Цао Цао и угодил в устроенную им и Сюнь Ю засаду. На занимающихся грабежом солдат набросилась пехота и кавалерия, их командир Вэнь Чоу был убит, а другие генералы бежали.
Юань Шао и Цао Цао встретились в решающей битве при Гуаньду, где Сюнь Ю был советником последнего. По его совету Цао Цао отправил Сюй Хуана напасть на обоз со снабжением армии Юань Шао. Успешный налёт оставил Юань Шао без значительной части припасов. В это время на сторону Цао Цао перебежал советник Юань Шао — Сюй Ю и рассказал о плохо охраняемой базе снабжения Учао. Офицеры Цао Цао сомневались, но Сюнь Ю и Цзя Сюй убедили его использовать эту возможность. Цао Цао лично отправился в атаку на Учао, а Сюнь Ю вместе с Цао Хуном остались охранять лагерь Цао Цао. Цао Цао разбил охраняющие Учао войска и поджёг склады с провиантом. Командовавший обороной Учао Чюньюй Цюн и другие офицеры были взяты в плен и казнены. В это время Цао Хун и Сюнь Ю отразили нападение Чжан Хэ, а когда Чжан Хэ захотел перебежать, Сюнь Ю убедил Цао Хуна принять его. После этого армия Цао Цао перешла в наступление, фронт Юань Шао рассыпался, а он сам бросил армию и бежал. Цао Цао захватил много пленных.
Через 2 года после проваленной кампании Юань Шао умер, и его сыновья Юань Шан и Юань Тань начали драться за наследство. Юань Шан одержал верх над Юань Танем, и Юань Тань укрылся в Пинъюане. Юань Тань отправил к Цао Цао послом Синь Пи, и Сюнь Ю посоветовал поддержать Юань Таня. Цао Цао направил армию к владениям Юань Шана и тот отступил обратно в Ечэн, сняв осаду с Пинъюаня. Весной 204 года Юань Шан возобновил осаду Пинъюаня. Цао Цао в ответ осадил Ечэн. Через 5 месяцев Юань Шан пришёл на подмогу городу, но был отброшен Цао Цао. В отчаянии офицеры в Ечэне восстали против своего начальника Шэнь Пэя и сдали город Цао Цао. Пока Цао Цао осаждал Ечэн, Юань Тань вместо помощи ему старался расширить свою территорию за счёт владений Юань Шана. После осады Ечэна Цао Цао напал на него и отбросил из Пинъюаня в Наньпи. В начале 205 Цао Цао взял Наньпи и казнил Юань Таня. Юань Шан и Юань Си были преданы своими собственными войсками и бежали к Ухуаням. В 207 году Цао Цао выступил против Ухуаней и разгромил их. Братья Юань бежали в Ляодун к Гуньсунь Кану, но тот казнил их отправил их головы Цао Цао. С этим подчинение северного и центрального Китая было завершено.
В 207 году Цао Цао представил многих своих офицеров к пожалованию уделами. Он также пытался увеличить надел Сюнь Юя и дать ему разрешение на строительство большого поместья, подобного тем, какие полагаются трём гунам. Сюнь Юй послал к Цао Цао Сюнь Ю, чтобы тот разъяснил, что Сюнь Юй отказывается от этих почестей. Сам же Сюнь Ю был сделан Луншуским хоу, а его владения увеличены до 700 дворов. Также он был назначен центральным наставником армии (中軍師).

### Дальнейшая жизнь и смерть
В дальнейшем Сюнь Ю служил как гражданский управляющий. В 213 году Сюнь Ю представил коллективную петицию чиновников, по которой Цао Цао получил титул Вэйского гуна. Сюнь Ю стал начальником секретариата (尚書令) княжества Вэй. Как и в случае с другими вэйскими сановниками и полководцами, пышные титулы и должности не столько отражали реальную иерархию и обязанности, сколько были способом легитимизации режима Цао Цао и формой награды за заслуги.
Сюнь Ю считался спокойным человеком, но также очень мудрым и восприимчивым. Если он не поддерживал предложение, то он боролся против него до тех пор, пока оно не было снято. Став одним из советников Цао Цао он разрабатывал планы только с ним, никогда не обсуждая их открыто, даже и с ближайшими родственниками. Несмотря на высокое положение, он был скромен и вёл непритязательный образ жизни. Также как и его родственник Сюнь Юй — Сюнь Ю имел репутацию ханьского лоялиста.
Сюнь Ю умер в 214 во время похода против Сунь Цюаня. Его старший сын Цзи был похож на него, но рано умер. Ему наследовал следующий сын Ши, но он не имел сыновей. В правление Вэнь-ди наследование было восстановлено и его титул получил его внук Бяо. При Цао Фане Сюнь Ю был дан посмертный титул Цзин-хоу (敬侯).